# Wartości azjatyckie
Wartości azjatyckie – ideologia polityczna, która pojawiła się w latach 90. Określa ona elementy społeczeństwa, kultury i historii wspólne dla narodów Azji Południowo-Wschodniej i Wschodniej. Jej celem jest wykorzystanie podobieństw – na przykład zasady kolektywizmu – dla stworzenia panazjatyckiej tożsamości. Wartości azjatyckie są skontrastowane z „wartościami europejskimi” (Zachodu), takimi jak uniwersalne prawa człowieka. 
Za pomysłem opowiadali się Mahathir Mohamad (premier Malezji, 1981–2003, 2018–2020), który spopularyzował termin po użyciu go w swoim wystąpieniu w 1996 r. oraz Lee Kuan Yew (premier Singapuru, 1959–1990), a także niektórzy inni przywódcy azjatyccy, w późniejszych latach, zwłaszcza chińscy. Koncepcja ta została osłabiona na skutek konsekwencji azjatyckiego kryzysu finansowego pod koniec XX wieku, który tymczasowo osłabił prestiż i znaczenie wielu krajów azjatyckich, jednak wróciła na łamy dyskusji publicznych w latach późniejszych.
Proponenci teorii wartości azjatyckich odrzucają argument, że istnieją uniwersalne wartości, lub argumentują, że wartości uznane za uniwersalne są de facto wartościami europejskimi (cywilizacji Zachodu) i że Zachód nie ma prawa narzucać Azji swojego systemu wartości. Krytycy tego podejścia twierdzą, że ich zwolennicy, często z krajów niedemokratycznych, w ten sposób próbują stworzyć moralne i filozoficzne uzasadnienie dla represji (np. naruszania praw człowieka) stosowanych wobec opozycji politycznej.
Według badań naukowych istnieją pewne różnice w systemach wartości pomiędzy Azją a resztą świata, jednak są one często wyolbrzymiane dla celów propagandowo-politycznych.

## Źródła
1. 1 2 3  Adam Jelonek i inni, Wartości azjatyckie – jako platforma polityczna i przedmiot badań socjologicznych, „Azja-Pacyfik” (VII), 2004, s. 9–24, ISSN 1643-692X [dostęp 2021-06-18] (pol.).
2. 1 2 3 4 5  Magdalena Trzebuniak, Prawa człowieka i wartości azjatyckie, „Znak” (643), 2008, s. 53–61, ISSN 0044-488X [dostęp 2021-06-18] (pol.).
3. 1 2 3 4  Przemysław Brzuszczak, Prawa człowieka z perspektywy Azji Południowo-Wschodniej w świetle koncepcji „azjatyckich wartości”, „Sprawy Międzynarodowe”, 73 (1), 2020, s. 115–134, ISSN 0038-853x [dostęp 2021-06-18] (pol.).
4. 1 2 3 4  “Asian Values” and the Universality of Human Rights, Routledge, 12 lipca 2017, DOI: 10.4324/9781315126357-17/asian-values-universality-human-rights-xiaorong-li, ISBN 978-1-315-12635-7 [dostęp 2021-06-18] (ang.). Brak numerów stron w książce
5. ↑  Stanisław Zapaśnik, Wystąpienie Mahatira bin Mohamada a funkcje sporu o wartości azjatyckie, „Azja-Pacyfik” (II), 1999, s. 180–185, ISSN 1643-692X [dostęp 2021-06-18] (pol.).
6. ↑  Kądzielska, Maria. "Spór o azjatyckie wartości. Porządek aksjologiczny Singapuru w ujęciu Lee Kuan Yew." Dialogi Polityczne 30 (2021): 115-132.
7. ↑  Mark R Thompson, Whatever Happened to "Asian Values"?, „Journal of Democracy”, 12 (4), 2001, s. 154–165, DOI: 10.1353/jod.2001.0083, ISSN 1086-3214 [dostęp 2021-06-18].
8. ↑  Ann Kent, Chinese Values and Human Rights, Leena Avonius, Damien Kingsbury (red.), New York: Palgrave Macmillan US, 2008, s. 83–97, DOI: 10.1057/9780230615496_5, ISBN 978-0-230-61549-6 [dostęp 2021-06-18] (ang.).
9. ↑  So Young Kim, Do Asian Values Exist? Empirical Tests of the Four Dimensions of Asian Values, „Journal of East Asian Studies”, 10 (2), 2010, s. 315–344, DOI: 10.1017/S1598240800003477, ISSN 1598-2408 [dostęp 2021-06-18] (ang.).
10. ↑  Does rice farming shape individualism and innovation?, „Food Policy”, 56, 2015, s. 51–58, DOI: 10.1016/j.foodpol.2015.07.010, ISSN 0306-9192 [dostęp 2021-06-18] (ang.).